# Luciano di Antiochia
Luciano di Antiochia (Samosata, 235 circa – Nicomedia, 7 gennaio 312) fu un importante teologo e presbitero romano, fondatore della scuola lucianea e considerato ispiratore di teorie vicine all'arianesimo. Noto per la sua vita di asceta, esplicò dalla Siria e in tutto l'Oriente la sua opera esegetica, in una estrema e tormentata esigenza di precisione per i testi della tradizione. La sua Recensione lucianea dell'Antico e del Nuovo Testamento era diventata dalla fine del IV secolo in avanti il testo usuale di un gran numero di Chiese per intere regioni, da Costantinopoli ad Antiochia. Subì il martirio nel 312 durante la persecuzione di Massimino Daia e la Chiesa ortodossa e la Chiesa cattolica lo venerano come santo festeggiato il 7 gennaio dai cattolici e il 15 ottobre dagli ortodossi.

## Biografia
Il nome Luciano deriva dal cognomen romano Lucianus, patronimico di Lucius che significa quindi discendente di Lucio, oppure appartenente a Lucio.
Secondo la storia tramandata da Suida, Luciano nacque a Samosata e studiò nella vicina città di Edessa alla scuola del confessore Macario, apprendendo l'interpretazione dei libri sacri, e si ritirò in solitudine monastica vivendo di preghiere e lunghi digiuni. Tuttavia, a queste affermazioni non può essere data molta fede poiché, molto probabilmente, Suida fece confusione tra questo Luciano ed il famoso scrittore satirico pagano del secolo precedente, Luciano di Samosata.
Molto giovane, Luciano rimase ben presto orfano e dopo aver donato tutta la sua eredità ai poveri si trasferì ad Antiochia di Siria, dove fu ordinato presbitero e dove, presto, raggiunse una posizione di spicco come capo della scuola teologica antiochena. Fu accusato di aver condiviso le opinioni teologiche di Paolo di Samosata e dovette fuoriuscire dalla comunione con la Chiesa. Questa frattura con il partito ortodosso durò per i successivi tre episcopati: quelli di Donno, Timeo e Cirillo, dal 268 al 303. Sembra probabile che Luciano si riconciliò con la Chiesa all'inizio dell'episcopato di Cirillo (forse nel 285) piuttosto che durante quello del suo successore; altrimenti sarebbe difficile comprendere come i vescovi orientali avrebbero potuto ricevere i suoi allievi.
Nonostante pochi altri uomini abbiano lasciato un'impronta così profonda nella storia della cristianità, pochissimo è noto della vita di Luciano. L'opposizione alle tendenze allegorizzanti degli alessandrini ebbe origine da lui: rifiutò questo sistema in toto ed elaborò il sistema di interpretazione letterale che dominò la Chiesa orientale per un lungo periodo. Fondò la scuola lucianea e ben presto si riunirono attorno a lui molti discepoli tra cui Ario, Eusebio di Nicomedia che battezzò l'imperatore Costantino, Maride di Nicomedia, Teognide di Nicea, Antonio di Tarso e Asterio il Sofista; nel campo della teologia, quasi tutti gli studiosi sono convinti che sia il reale autore delle tesi che troveranno un seguito nell'eresia di Ario. Nel suo sistema cristologico, un compromesso fra modalismo e subordinazionismo, il Logos, nonostante egli stesso fosse il creatore di tutti gli esseri, era una creatura, anche se superiore a tutte le altre. I leader del movimento ariano (Ario stesso), Eusebio di Nicomedia, Maris e Teognide furono educati da lui e lo considerarono sempre loro maestro e fondatore del loro sistema. Luciano di Antiochia sosteneva che il Figlio di Dio non poteva essere Dio in quanto creato da Dio Padre, concetto che provocò molte controversie sfociate in decine di sinodi per chiarire questo concetto della fede cristiana. In sintesi la disputa era: Cristo è stato creato dal Padre o generato?
Luciano resse la sua scuola per venticinque anni. Malgrado la sua eterodossia, Luciano era un uomo di grande virtù; mentre imperversava la controversia ariana la sua fama di santità non era inferiore alla sua reputazione di erudito. Nel 303 durante la persecuzione di Diocleziano Luciano fu per alcun tempo ignorato, finché non fu tradito e denunciato da un invidioso sacerdote  sabelliano e arrestato ad Antiochia e condotto a Nicomedia. Durante il viaggio dalla Calcedonia riuscì a convertire quaranta soldati cristiani condannati a morte i quali erano stati costretti a rinnegare la loro fede. A Nicomedia rimase in carcere per nove anni, quando poi l'Oriente passò sotto il dominio di Massimino Daia, nel 311, al rincrudirsi della persecuzione, Luciano venne condotto di nuovo in Tribunale. Fu processato e sottoposto a tortura. Vani furono i tentativi di fargli rinnegare la sua fede e sacrificare agli dei, e alle interrogazioni che gli venivano fatte rispondeva solamente: Sono cristiano. L'Imperatore infine lo condannò a morir di fame legato sul ceppo e al palo tenuto fermo mediante il nervo ai piedi ed un legno al di sopra del capo sopra di cui vengono stirate ambedue le braccia e disteso su un letto di punte di ferro e rottami di vetro e creta. Vi durò, con meraviglia, quattordici giorni di digiuno e atroci sofferenze. Il giorno poi dell'Epifania, 6 gennaio 312, consacrò sul proprio petto le Sacre Specie, e distribuitele ai discepoli che lo circondavano piangenti, morì la mattina dopo, forse sotto la spada, ripetendo per tre volte ai messi imperiali, che erano venuti a vederlo, la sua professione di fede Sono cristiano. Tuttavia, secondo l'agiografia della Chiesa ortodossa Luciano morì in carcere per le torture e per la fame. La leggenda narra che il suo corpo, gettato in mare, sia riportato a riva sul dorso di un delfino. 

### Il martirio di san Luciano raccontato da san Giovanni Crisostomo
Tra i grandi Padri della Chiesa San Giovanni Crisostomo dedicò un'omelia a San Luciano: Come infatti chi riceve il profeta nel nome del Profeta, riceverà la ricompensa del Profeta; e chi riceve il giusto nel nome del Giusto, riceverà la ricompensa del Giusto, così chi riceve il martire nel nome del Martire, riceverà la mercede del Martire. Ieri il Signore Nostro fu battezzato nell'acqua; oggi il servo vien battezzato nel sangue. Ieri furono aperte le porte del Cielo, oggi sono calpestate le porte dell'inferno. Non vi meravigliate se ho chiamato battesimo il martirio. Qui pure lo spirito discende con abbondanza di grazie, perché si compie la remissione dei peccati e una meravigliosa purificazione dell'anima. E come i battezzandi vengono immersi nell'acqua, così quelli che vengono martirizzati, si lavano nel proprio sangue. Però, prima che della sua uccisione, è necessario parlare della malizia del diavolo, poiché le pene più intollerabili son quelle che offrono una più pronta liberazione, mentre quelle più lunghe riescono men dolorose; egli si studiò di trovarne una che avesse a un tempo queste due qualità: cioè la lunghezza della durata e la intensità dello spasimo; e ciò per fiaccare la costanza del martire ed espugnarne la volontà. Che fa allora il diavolo? Lo assoggetta alta fame. Lontano da voi il pericolo di farne esperienza. Non ci insegnò bene Gesù a pregare perché non entrassimo In tentazione? Come una belva accovacciata nell'interno delle nostre viscere, la fame dilania tutte le membra e divora in ogni parte il corpo; e, più rabbiosa del fuoco, da un incessante e inesplicabile strazio. Che cosa infatti è più imperioso delle esigenze della natura ? Che più mutevole e fiacco dell'umana volontà? Perché tu apprendessi che nulla è più valido del timore di Dio, la volontà appare in lui più gagliarda della natura. Quel supplizio non valse però a dominare il nostro santo; non trionfò della generosa fermezza di lui il quale, di fronte a tale tormento, rimase più saldo e resistente di ogni pietra più dura. Egli si saziava del Pane della speranza del Cielo. E quando il diavolo scellerato vide che il santo non si piegava di fronte a tanta necessità, si studiò di rendergli anche più duro il tormento. Prese della carne già sacrificata agli idoli, e, posatala sopra la mensa, volle che di continuo rimanesse davanti agli occhi di lui, appunto perché la facilità di usufruire di quel cibo, finisse per conquiderne il petto gagliardo. Tuttavia il martire superò anche questa insidia. Al cospetto della carne tolta dai sacrifici idolatrici, il santo non solo non era tentato, ma sentiva per essa una maggiore avversione. Così che mentre aveva sotto lo sguardo la scellerata pietanza, un'altra mensa ricordava assai più preziosa, perché colma di Spirito Santo, e s'infiammava verso di quella, preferendo di sopportare ogni tormento anziché gustare delle impure vivande. In quel momento rammentava la mensa dei tre fanciulli della Scrittura»! Il santo derise malizia del diavolo, ne disprezzò le abili insidie, e non si piegò per niente a quanto gli fu posto sotto Io sguardo. Quando poi lo scellerato si avvide che nulla più gli restava a sperimentare la costanza del martire, lo fece ricondurre al tribunale e, sottoponendolo alla tortura, gli indirizzò continue domande. Ma il santo rispondeva solamente: " Io sono Cristiano". E il carnefice: " Di che patria tu sei?, e il Santo: “Io sono Cristiano”, "Quale è la tua professione?, "Io sono Cristiano", "chi sono i tuoi genitori?" "Io sono Cristiano". Con questa unica e semplice risposta egli, colpendo il diavolo nella testa, non risparmiò di infliggergli continuamente ferite sopra a ferite. Sebbene il martire, avesse anche cultura profonda, sapeva nondimeno con evidenza che in siffatte contese, non c'era bisogno di grande eloquenza, ma di fede; non di valentia retorica, ma di un'anima amante di Dio. Tale risposta sembra senza conclusione; ma sebben ci si pensa, si vedrà sprigionare da essa tutta la sapienza del martire. Infatti, avendo detto: "Io sono Cristiano„ dichiarò la patria, la famiglia, la professione, ogni cosa. Il Cristiano non ha sulla terra una particolare città, ma ha la Gerusalemme celeste. È scritto, infatti: "La superna Gerusalemme è libera; questa "è la madre nostra”, II Cristiano inoltre non ha professione terrena, ma appartiene alla cittadinanza dei Cieli: "La nostra patria l'abbiamo nel Cielo”. II Cristiano, poi, ha per congiunti e per cittadini tutti i Santi: "Siamo concittadini dei Santi e familiari di Dio”; così che con una sola espressione il martire insegnò con esattezza chi fosse, di dove fosse e da chi, e quale era la sua occupazione. Così dicendo morì; se ne andò di quaggiù portando salva a Cristo la sua spirituale eredità, con l'esempio delle sue sofferenze ammonendo chi lasciò sulla terra a rimaner fermo nella fede e a nulla temere, fuorché il peccato e l'apostasia.

## Teologia di Luciano e la scuola lucianea

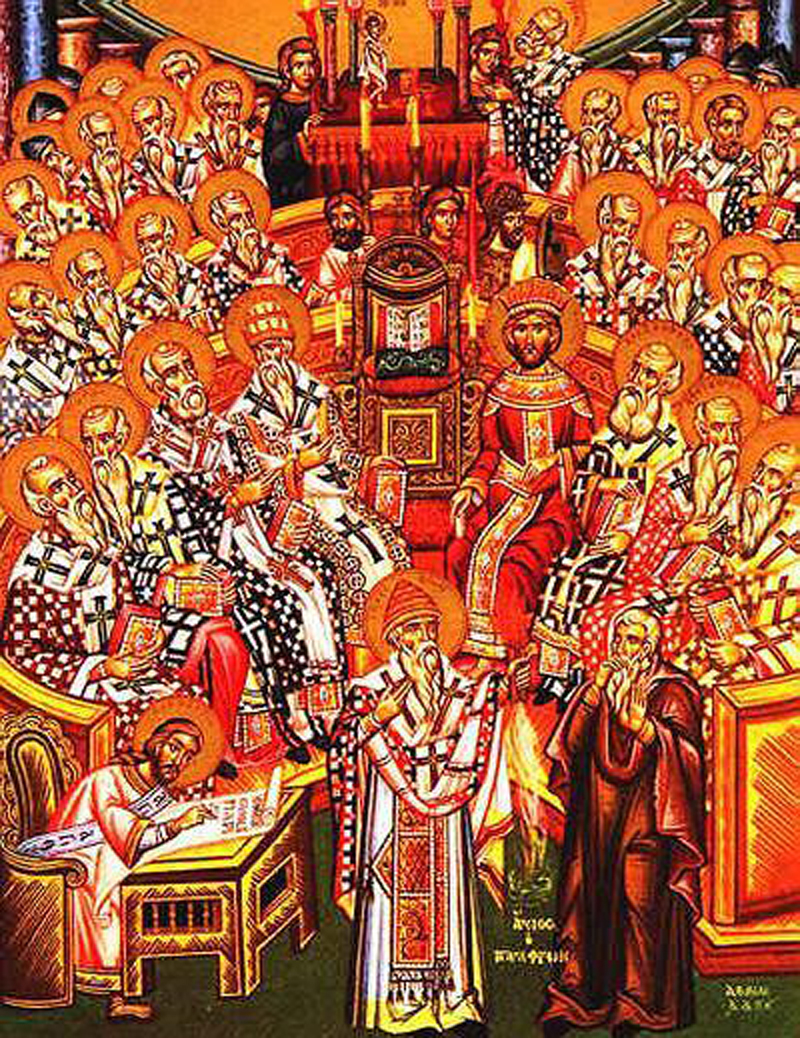
Il primo Concilio di Nicea in un'icona ortodossa.

La posizione teologica di Luciano è un oggetto di contestazione. I tentativi di ricostruire la sua teologia dalle fonti superstiti hanno portato a risultati contraddittori. La scuola lucianea creata da Luciano di Antiochia si oppose all'allegorismo della scuola alessandrina, proponendo un'interpretazione storica e letterale del testo sacro. Fatti che si possono ritenere certi è che sono suoi i lavori sul testo della Bibbia greca, concretatisi nella recensione "lucianica" o "antiochena" e del Nuovo Testamento; che fu maestro di Ario, chiamato "sylloukianistes" ('colucianista') in una lettera, e d'altri della stessa scuola, come Eusebio di Nicomedia. Non ne è prova che gli viene attribuita una delle formule approvate dall'arianeggiante concilio di Ancira in dedicatione; che la Passio Luciani è di carattere ariano e che la venerazione per lui, specialmente da parte di Flavia Giulia Elena, madre di Costantino, coincide con la restaurazione di Drepanum (Elenopoli) e con il risorgere del partito ariano, già sconfitto a Nicea. Le difficoltà sono date dalla notizia d'una lettera di Alessandro, vescovo di Alessandria al suo omonimo collega di Bisanzio trattando di Ario. In base a questo dato, si è supposto che Luciano si riconciliasse con la Chiesa nell'episcopato di Cirillo e si è tentato di spiegare come da una teologia adozionista Luciano sarebbe passato a concezioni di tipo origenistico e capaci d'ispirare Ario. Ma tutti i tentativi d'immaginare un'evoluzione spirituale di Luciano, restano poco soddisfacenti e urtano contro una difficoltà fondamentale: che la teologia di tipo monarchiano-adozionistico di Paolo di Samosata è assolutamente antitetica a quella del Logos e all'origenismo. Rufino ha inserito come lucianea nella sua traduzione della Storia ecclesiastica di Eusebio e che manca nell'originale.
Inizialmente compatta, la scuola lucianea terminò con il primo concilio di Nicea. Tra i suoi seguaci (detti anche "collucianisti"), nominati nella Storia ecclesiastica di Filostorgio si ricordano quelli più celebri come Eusebio di Nicomedia, Leonzio di Antiochia, Maris di Calcedonia, Teognide di Nicea, Antonio di Tarso e Ario (almeno nella dottrina sul Verbo).

## Culto

### Le reliquie

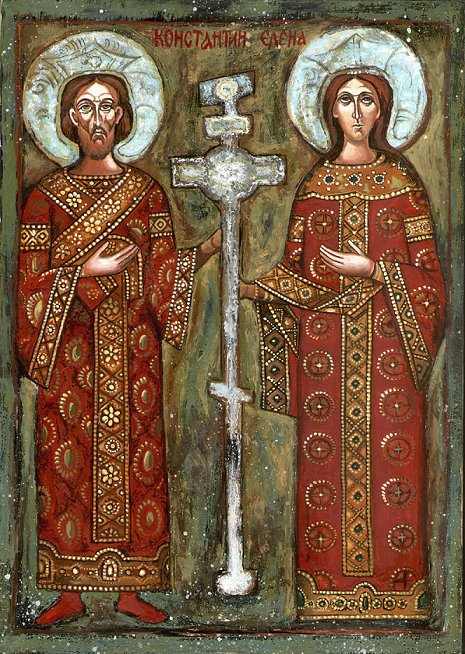
Costantino I ed Elena con la Vera Croce.

Le reliquie di san Luciano sono state fin dall'antichità oggetto di grande venerazione. Nel 330 l'imperatore Costantino, per ossequiare la madre Elena, fondò Elenopoli in onore della regina madre, che nutrì per il santo presbitero di Antiochia una speciale devozione. La tradizione vuole che per il trasferimento delle reliquie di Luciano da Nicomedia a Elenopoli, la provvidenza si sia servita, via mare, di un delfino miracoloso. Qui fu costruito un grande tempio, primo luogo di culto in onore del Martire. Quello che è più certo è che Costantino, poco prima di morire, fu battezzato nel 337 dal vescovo Eusebio di Cesarea nei pressi della tomba di Luciano. Scrittori ecclesiastici della prima età cristiana e Padri della Chiesa, da Eusebio di Cesarea, Giovanni Crisostomo (che gli dedicò anche un'omelia) , Cirillo di Alessandria e san Girolamo, hanno tessuto le lodi di Luciano. 
Non si sa quale strada abbiano percorso le reliquie di san Luciano nel passaggio da Elenopoli in Occidente. Si suppone che furono trasferite da Carlo Magno e donate al vescovo di Reims Turpino nel 774, per essere collocate in una chiesa costruita ad Arles in onore del Santo. Quel che è certo invece è che intorno al 1664-1666 il cappellano segreto di papa  Alessandro VII trasmise in puro dono da Roma il capo e altre reliquie di san Luciano e reliquie di altri santi  s. Luciani M. et reliqua cuncta sacra SS. MM. pignora a don Francesco Antonio Maffeo, parroco in Lusciano, provincia di Caserta, della chiesa Santa Maria Assunta .
Il paese di Lusciano, in provincia di Caserta, dove era molto diffuso e sentito il culto di san Luciano (che sembra essere l'unica località nell'intero urbe cattolico a godere del suo culto in Occidente); probabilmente diffusosi nella cittadina dell'antica terra di Liburia a partire dal XVI secolo come attestano fonti storiche, Lusciano ebbe le sue reliquie portate da Roma nel 1666 e conservati nella chiesa Santa Maria Assunta in Cielo di Lusciano che, per l'appunto, venera il martire di Antiochia e ne conserva tuttora in una teca il cranio nella Cappella a lui dedicata dove è presente anche una statua lignea risalente al XVI secolo.
San Luciano fu proclamato Patrono di Lusciano il 27 luglio 1910 da papa san Pio X; ma già dal 1909 viene ricordato il 6 febbraio come giorno di precetto in festo Patrocinii die VI Februaii" con Officium S.Luciani Martyris.
La Chiesa cattolica lo festeggia il 7 gennaio, mentre quella cristiana ortodossa lo commemora il 15 ottobre.
(Martirologio Romano)
A Lusciano ci sono tre festività riservate al Santo patrono, Luciano d'Antiochia: la prima è quella del 7 gennaio, giorno di san Luciano, la seconda il 6 febbraio giorno del patrocinio del santo e detta anche festa di "San Luciano 'o puveriello", questo poiché non sono previsti festeggiamenti di tipo folkloristico e la venerazione del Santo avviene con funzioni religiose alle quali i cittadini partecipano in massa. La terza e la più importante è prevista a partire dalla terza domenica di settembre in ricordo della traslazione delle reliquie da Roma in Lusciano avvenute proprio la terza domenica di settembre intorno agli anni 1664-1666, con festeggiamenti solenni, religiosi e folkloristici che durano svariati giorni in cui il Santo viene portato in festa tra le vie del paese fra doni e folklore popolare.

## Le opere
La memoria di Luciano è legata anche alla sua influenza sugli studi biblici. In Antiochia egli diede vita a un grande dicascaleo e da Eusebio fu definito uomo erudutissimo, appassionato per la Divina Scrittura apprese pure la lingua ebraica. Considerando la sola interpretazione letterale, sottolineò il bisogno di esattezza testuale ed egli stesso intraprese la revisione della traduzione dall'ebraico al greco dei  Settanta, da lui detta appunto lucianea.
In particolare tra i Padri della Chiesa è stato San Girolamo a tramandarci la notizia che la Bibbia di Luciano veniva seguita nelle comunità di intere regioni, in particolare in Siria e in Asia Minore, fino ad arrivare a Costantinopoli. La sua edizione fu ampiamente usata nel IV secolo. Pubblicò anche una revisione del Nuovo Testamento. Essa integrava un importante numero di manoscritti minuscoli di 3 Maccabei.
San Girolamo, oltre alle recensioni della Bibbia, parlava di alcuni Libelli de Fide, nessuno dei quali ci è giunto. Inoltre gli è attribuita la composizione di un Credo, presentato al Concilio di Antiochia del 341, sulla cui autenticità ci sono però dubbi; in effetti è certo che non lo compose nella sua forma attuale.
Rufino ha tramandato la traduzione di una sua orazione apologetica. La Suida accenna anche ad alcune Epistolae.